# ドゥプロドナウィリア
ドゥプロドナウィリア（Duplodnaviria）またはデュプロドナウイルス域は、2019年に国際ウイルス分類委員会（ICTV）によって提案されたウイルスの分類群である。バクテリオファージHK97で研究されたHK97フォールドを含む主要カプシドタンパク質（HK97-MCP）を持つ二本鎖DNAウイルスがここに分類される。このレルムに含まれるウイルスは、他にもポータルタンパク質や、DNAターミナーゼ複合体も共有する。非常に多様であることから、既知のウイルスの中でも最も古くに出現した可能性が高いともされる。
域名は二重鎖DNAウイルスであることから、ラテン語で「二重」を意味する「duplo（ドゥープロー）」及びDNAから採られている。
バリドナウイルス域も同じ二本鎖DNAウイルスの域であるが、主要カプシドタンパク質の構造を共有せず、パッケージングタンパク質も異なるものを用いており、進化的な関連性が見出されていない。

## 分類
下位分類としては1界2門が提案されている。現在の所、真核生物に感染するものがペプロウイルス門に、原核生物に感染するものがウロウイルス門に分類されている。それぞれ目まで単型となっており、ヘルペスウイルス目とカウドウイルス目より構成されている。
- Heunggongvirae 界
  - ペプロウイルス門 Peploviricota（ヘルペスウイルスを含む）
  - ウロウイルス門 Uroviricota（カウドウイルスを含む）海洋中に莫大な量が存在しており、原核生物を殺すことで炭素循環に重要な役割を負っている。